# تايرون واشنطن
تايرون واشنطن (بالإنجليزية: Tyrone Washington)‏ مواليد 16 سبتمبر 1976 في إلينوي، هو لاعب كرة سلة أمريكي سابق. حمل الرقم 52. يبلغ طوله 6 قدم 10 بوصة (2.1 م).

## المسيرة الاحترافية
لعب مع فيولا ريدجو كالابريا في الدوري الإيطالي في موسم 2000–2001، ثم لعب مع فابريانو باسكت في موسم 2001–2002، ثم لعب مع نادي ريد ستار لكرة السلة في سنة 2002، ثم لعب مع غلطة سراي لكرة السلة في الدوري التركي في موسم 2003–2004، ثم لعب مع ستار هوتشوتز في سنة 2004، ثم لعب مع سكافاتي باسكت في موسم 2004–2005.

## روابط خارجية
- تايرون واشنطن على موقع سبورتس رفرنس (الإنجليزية)
- تايرون واشنطن على موقع كرة السلة الأوروبية.كوم (الإنجليزية)
- تايرون واشنطن على موقع كلية كرة السلة في سبورتس رفرنس.كوم (الإنجليزية)
- تايرون واشنطن على موقع ريلجم (الإنجليزية)
- تايرون واشنطن على موقع بروبوليرز (الإنجليزية)
- تايرون واشنطن على موقع سبورتس رفرنس (الإنجليزية)
- تايرون واشنطن على موقع سبورتس رفرنس (الإنجليزية)